# Procambarus lophotus
Procambarus lophotus är en kräftdjursart som beskrevs av Hobbs och Walton 1960. Procambarus lophotus ingår i släktet Procambarus och familjen Cambaridae. IUCN kategoriserar arten globalt som livskraftig. Inga underarter finns listade i Catalogue of Life.